# Vaho (plato)

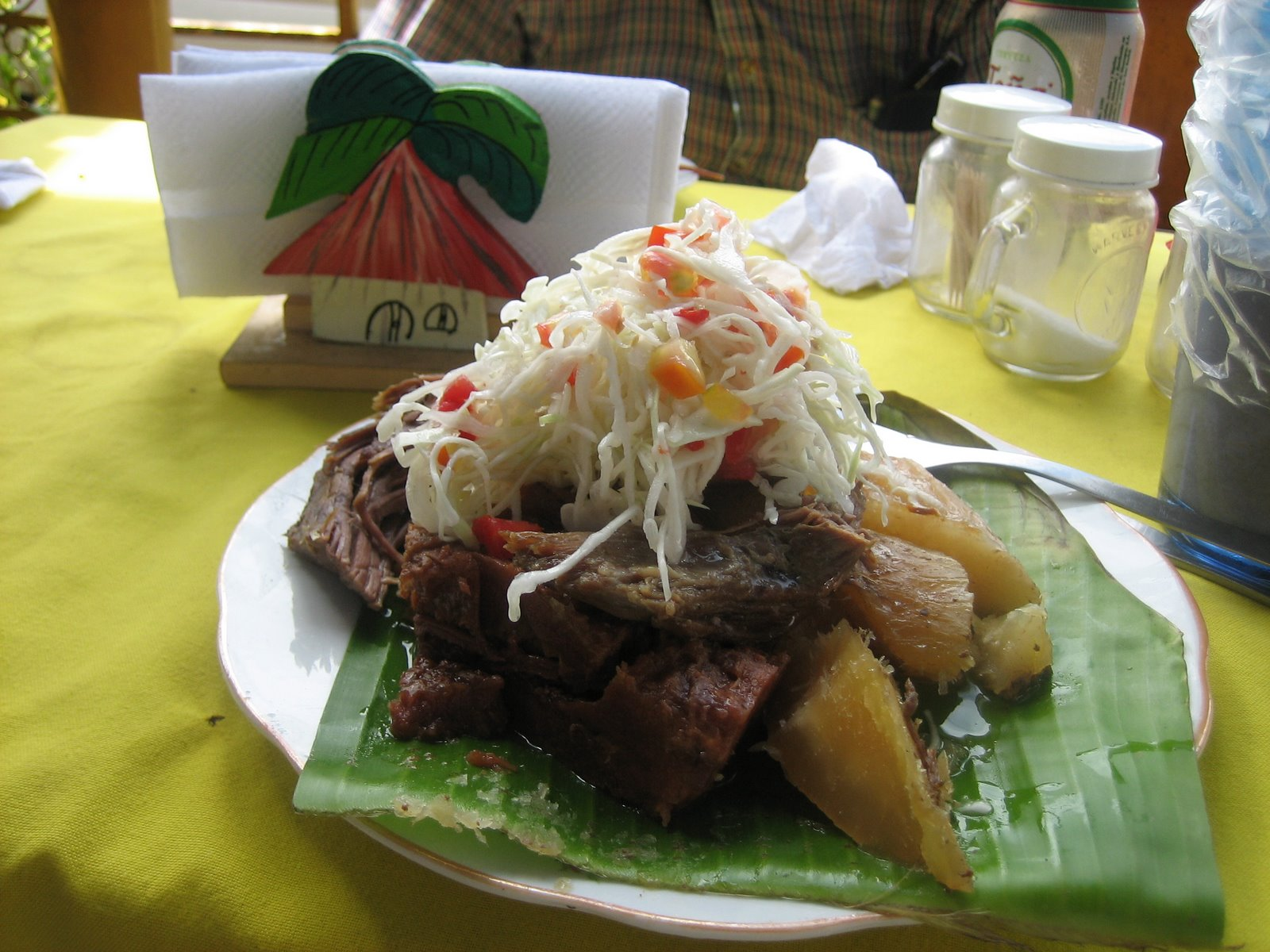
Un típico vaho nicaragüense

 Vaho (Baho, escritura alternativa) (['ba.o]) es un platillo nicaragüense de carne, plátano verde y maduro y yuca cocinado en hojas de plátano. Es un platillo nicaragüense tradicional originado de la mezcla de culturas indígenas, mestizas y afro-nicaragüenses del país.
En español nicaragüense y algunos otros dialectos, el nombre está pronunciado como vajo o bajo. Hay alguna controversia cuando a si la ortografía correcta es vaho, baho, vajo o bajo.
La receta es sencilla de hacer y el platillo es servido con encurtido, repollo y ensalada de tomate hecha con vinagre y zumo de lima o de limón. La ensalada corona la carne, yuca y los plátanos. Es un platillo que se come tradicionalmente los domingos .
- Datos: Q7908657